# Vöcklabrucki járás
A Vöcklabrucki járás Ausztriában, Felső-Ausztria tartományban található. Vöcklabrucki járás Braunau am Inn-i, Ried im Innkreis-i, Grieskircheni, Welsvidéki, Gmundeni és Salzburg-Umgebung járásokkal határos. Lakosainak száma 139 416 fő (2022. január 1.).

## A járáshoz tartozó települések
- Ampflwang im Hausruckwald
- Attersee am Attersee
- Attnang-Puchheim
- Atzbach
- Aurach am Hongar
- Berg im Attergau
- Desselbrunn
- Fornach
- Frankenburg am Hausruck
- Frankenmarkt
- Gampern
- Innerschwand am Mondsee
- Lenzing
- Manning
- Mondsee
- Neukirchen an der Vöckla
- Niederthalheim
- Nußdorf am Attersee
- Oberhofen am Irrsee
- Oberndorf bei Schwanenstadt
- Oberwang
- Ottnang am Hausruck
- Pfaffing
- Pilsbach
- Pitzenberg
- Pöndorf
- Puchkirchen am Trattberg
- Pühret
- Redleiten
- Redlham
- Regau
- Rüstorf
- Rutzenham
- Schlatt
- Schörfling am Attersee
- Schwanenstadt
- Seewalchen am Attersee
- Sankt Georgen im Attergau
- Sankt Lorenz
- Steinbach am Attersee
- Straß im Attergau
- Tiefgraben
- Timelkam
- Ungenach
- Unterach am Attersee
- Vöcklabruck
- Vöcklamarkt
- Weißenkirchen im Attergau
- Weyregg am Attersee
- Wolfsegg am Hausruck
- Zell am Moos
- Zell am Pettenfirst